# Wolvecampprijs
De Wolvecampprijs is een sinds 1998 uitgereikte tweejaarlijkse prijs voor de schilderkunst. In aanmerking komen schilders die minimaal vijf jaar in Nederland wonen en niet ouder dan veertig jaar zijn. De prijs is vernoemd naar en een eerbetoon aan de schilder Theo Wolvecamp, mede-oprichter van CoBrA. 
De prijs bestaat uit een geldbedrag van 10.000 euro, een solotentoonstelling in Hengelo en een bijdrage van 7.500 euro aan een monografie.
De jury wisselt per keer van samenstelling waarbij de winnaar van de voorafgaande versie ook een plek heeft. 

## Winnaars
1998 -  Avery Preesman
2000 – Rik Meijers
2002 – Natasja Kensmil
2004 – Robert Zandvliet
2006 – Koen Delaere
2008 – Marc Bijl
2010 – Helen Verhoeven
2012 – Aukje Koks
2014 – Esther Tielemans
2016 - Lily van der Stokker, Rob Birza en Erik van Lieshout.
2018 - Sam Samiee
2022 - Nazif Lopulissa

## Link
website Wolvecampprijs 